# Basistemon
Basistemon é um género botânico pertencente à família Plantaginaceae. Tradicionalmente este gênero era classificado na família das Scrophulariaceae.

## Sinonímia
Desdemona, Hassleropsis, Saccanthus

## Espécies
São 7 as espécies confirmadas:
- Basistemon argutus Barringer
- Basistemon bogotensis Turcz.
- Basistemon intermedius Edwin
- Basistemon klugii Barringer
- Basistemon peruvianus B.D.Jacks.
- Basistemon silvaticum (Herzog) Baehni & J.F.Macbr.
- Basistemon spinosus (Chodat) Moldenke